# Wavrechain-sous-Faulx
Wavrechain-sous-Faulx is een gemeente in het Franse Noorderdepartement (regio Hauts-de-France) en telt 368 inwoners (1999). De plaats maakt deel uit van het arrondissement Valenciennes.

## Geografie
De oppervlakte van Wavrechain-sous-Faulx bedraagt 3,8 km², de bevolkingsdichtheid is 96,8 inwoners per km².

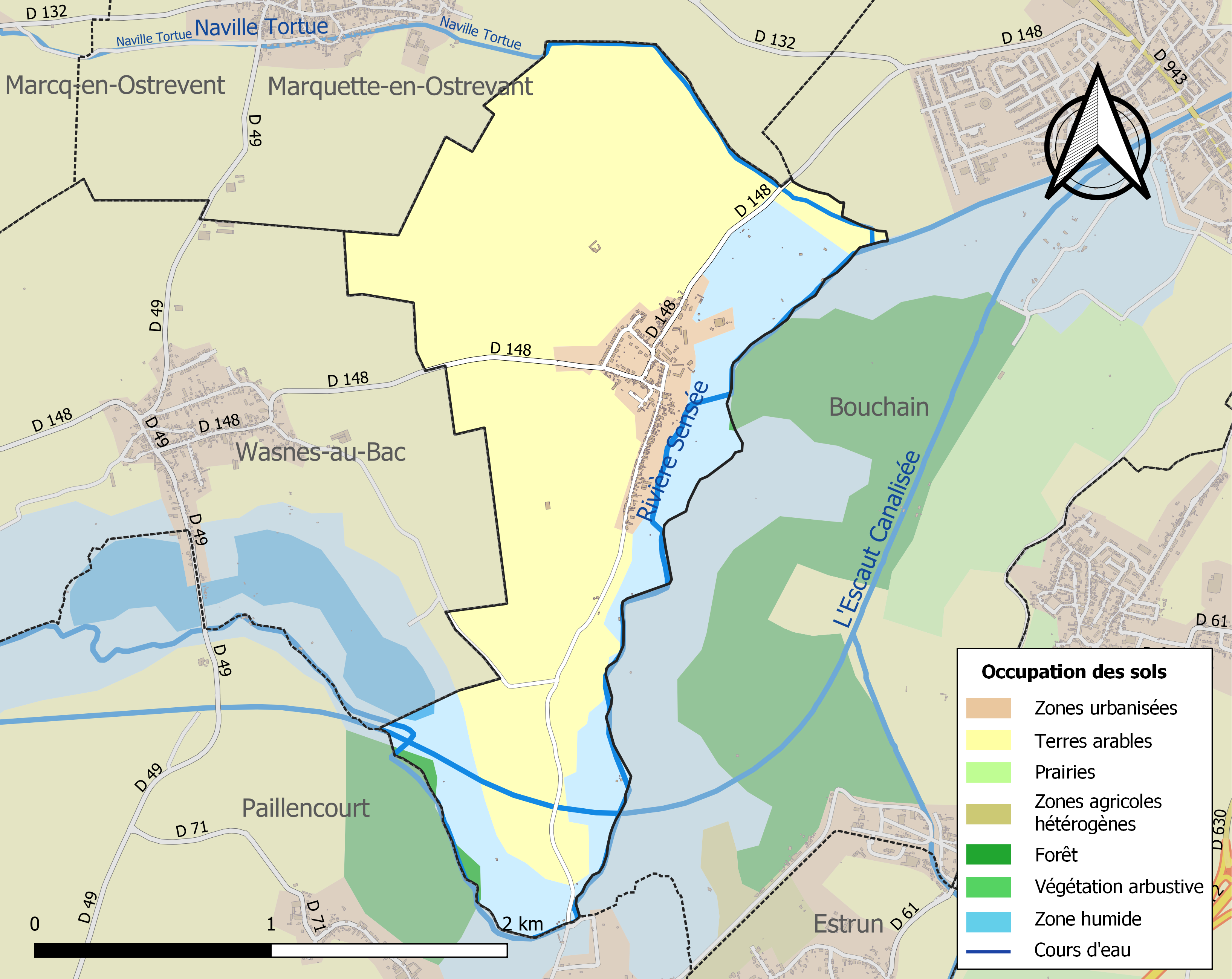
Kaart van de gemeente met belangrijkste infrastructuur, bodemgebruik en omliggende gemeenten

## Demografie
Onderstaande figuur toont het verloop van het inwonertal (bron: INSEE-tellingen).